# Battaglia di Capo Artemisio
La battaglia di Capo Artemisio fu una battaglia navale combattuta nel 480 a.C. che deve essere considerata come il fronte marino della battaglia delle Termopili, poiché gli avvenimenti di una condizionavano le scelte dell'altra. La battaglia fu combattuta tra la flotta delle città-stato greche e i Persiani, durante quella che viene definita la seconda guerra persiana.

## Antecedenti
Nel 485 a.C. al persiano Dario I succedette Serse I. Il figlio decise di vendicare la sconfitta paterna subita contro i Greci a Maratona e organizzò subito una nuova spedizione. Serse affidò al generale Mardonio la costruzione di un ponte di barche sull'Ellesponto per traghettare l'esercito e l'apertura di un canale a nord del monte Athos per la flotta (canale di Serse); curò inoltre l'organizzazione del vettovagliamento dell'esercito. Si trattava sicuramente di una spedizione più vasta ed organizzata della precedente organizzata dal padre. La flotta giunse ben presto presso il golfo Termaico, dove Serse I poté prendere atto delle alleanze su cui poteva fare affidamento in Grecia.
Di fronte al pericolo i rappresentanti delle poleis greche si riunirono presso l'istmo di Corinto (481 a.C.) e decisero di costituire un'alleanza difensiva, conosciuta come "lega panellenica".

## Preparativi
Secondo i dati presenti in Erodoto, i Greci schieravano una flotta di 271 navi (triremi), più nove pentecòntori (7 dei locresi e 2 provenienti da Ceo), così suddivise:
| Città    | Numero di triremi |
| -------- | ----------------- |
| Atene    | 127               |
| Corinto  | 44                |
| Megara   | 20                |
| Calcide  | 20                |
| Egina    | 18                |
| Sicione  | 12                |
| Sparta   | 10                |
| Epidauro | 8                 |
| Eretria  | 7                 |
| Locride  | 7                 |
| Trezene  | 5                 |
| Styra    | 2                 |
| Ceo      | 2                 |
| Totale   | 278               |

Gli Spartani pretesero il comando supremo della flotta e gli Ateniesi, per tenere unite le forze li accontentarono, permettendo che la flotta fosse condotta dallo spartano Euribiade (le navi ateniesi erano però comandate da Temistocle). La flotta greca prese quindi posizione sulla punta settentrionale dell'isola di Eubea, presso Alpeni, vicino a un santuario di Artemide.
La flotta dei Persiani, sempre secondo Erodoto, era invece formata da 1207 triremi così suddivise:
| Città           | Numero di triremi |
| --------------- | ----------------- |
| Fenicia e Siria | 299               |
| Egitto          | 200               |
| Cipro           | 150               |
| Cilicia         | 100               |
| Ionia           | 100               |
| Ellesponto      | 100               |
| Caria           | 70                |
| Eolide          | 60                |
| Licia           | 50                |
| Dori d'Asia     | 30                |
| Panfilia        | 30                |
| Isole dell'Egeo | 17                |
| Totale          | 1207              |

Oltre a queste vi erano secondo Erodoto altre navi (oltre 3000 pentecòntori, trieconteri, navi vedette e da trasporto ecc.), per un totale di circa 250000 uomini. A capo della flotta vennero posti: Artemisia I di Caria, Ariabigne e Achemene, figli di Dario, Pressaspe e Megabazo. Ariabigne comandava i contingenti ionico e cario, Achemene il contingente egizio, gli altri due il resto dell'armata.
Quasi sicuramente il numero di navi persiane indicato da Erodoto è esagerato, e durante la battaglia del capo Artemisio i Persiani poterono probabilmente schierare una flotta di circa 500 navi (la flotta persiana aveva anche subito perdite a causa di una precedente tempesta).

## La battaglia

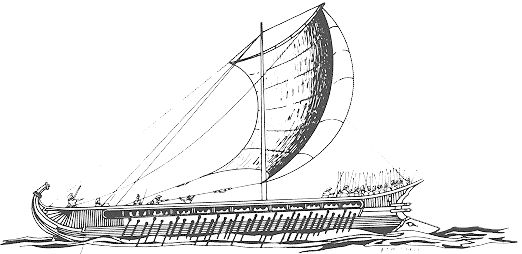
Trireme greca

La tattica imposta dagli ateniesi prevedeva di trattenere i nemici via terra alle Termopili e di dare battaglia via mare, permettendo alle polis di allestire un più vasto esercito e l'evacuazione dell'isola di Eubea. I greci avevano pure disposto una retroguardia di imbarcazioni all'entrata degli stretti di fronte a Calcide.
I Persiani nel frattempo, avevano mandato 200 navi a circumnavigare l'isola, sperando di poter prendere i Greci alle spalle e intrappolarli nello stretto.
Ma i Greci vennero presto informati di questo da Scillia di Scione, un disertore persiano e decisero di attaccare in anticipo la flotta principale prima di cadere nell'accerchiamento.
Quando ai Greci fu dato il segnale, dapprima con le prore rivolte contro i barbari disposero le poppe verso il centro; poi, al secondo segnale, passarono all'attacco, benché stretti in breve spazio e faccia a faccia. Catturarono allora trenta navi e Filaone, figlio di Chersi e fratello di Gorgo, re di Salamina, personaggio illustre nella flotta.»
(Erodoto, Storie VIII, 10-12)
La flotta persiana decise allora di ritirarsi per la notte.
Intanto le 200 navi persiane che stavano facendo il periplo di Eubea, incontrarono una violenta tempesta che le scaraventò contro gli scogli distruggendole. Il giorno seguente arrivarono 53 navi ateniesi in aiuto, insieme alla notizia dell'affondamento delle 200 navi persiane. Venne quindi deciso di portare un nuovo attacco alla flotta persiana, ma non accadde nulla di determinante e solo alcune navi della Cilicia furono affondate dai Greci.
Il terzo giorno (l'11 agosto secondo la tradizione) i Persiani passarono al contrattacco formando un semicerchio nel tentativo d'intrappolare la flotta greca fuori dall'Artemisio. Questa fu una mossa errata, in quanto le grandi e lente navi persiane non potevano manovrare nello stretto e una grande parte della flotta persiana fu distrutta dalle più piccole e agili navi greche.
Fra i nemici si distinse la divisione degli egiziani, che catturarono cinque navi greche complete di equipaggio, mentre da parte greca l'ateniese Clinia, padre di Alcibiade, affondò da solo, al comando della propria nave e di duecento uomini, moltissime navi persiane. Tuttavia, anche la flotta greca subì ingenti perdite; secondo le annotazioni di Erodoto, circa la metà della flotta ateniese fu distrutta o danneggiata pesantemente.

## Conclusione
I Greci stavano allora discutendo se ritirarsi o meno, quando giunse la notizia che Leonida era morto e i Persiani si riversavano verso Atene. Subito venne dato l'ordine di ritirarsi e la flotta si diresse verso sud, lungo il litorale di Eubea. Durante la ritirata, Temistocle lasciò messaggi per i contingenti ionici della flotta persiana, esortandoli a tradire i Persiani per la causa greca. Nel frattempo i Persiani saccheggiarono Artemisio e gli ateniesi, guidati da Temistocle, si diressero verso l'isola di Salamina prima che Serse catturasse la città di Atene.
Un mese dopo verrà combattuta la decisiva battaglia di Salamina.
Anche se si ritiene, quasi all'unanimità, che la battaglia all'Artemisio si sia conclusa senza vincitori né vinti, i Persiani persero sicuramente molte più navi degli alleati greci.